# Sturmabteilung
Sturmabteilung (v překladu úderné či útočné oddíly), zkráceně SA, byla paramilitární organizace založená na počátku 20. let 20. století v Německu, která přináležela k nacistické straně (NSDAP). Lidově se jim také říkalo „hnědé košile“ podle typických uniforem. U zrodu této organizace stáli Ernst Röhm a Hermann Göring. Vzestup moci jednotek SA a jejich velitele Röhma byl ukončen Nocí dlouhých nožů v roce 1934.

## Vznik a začátky SA

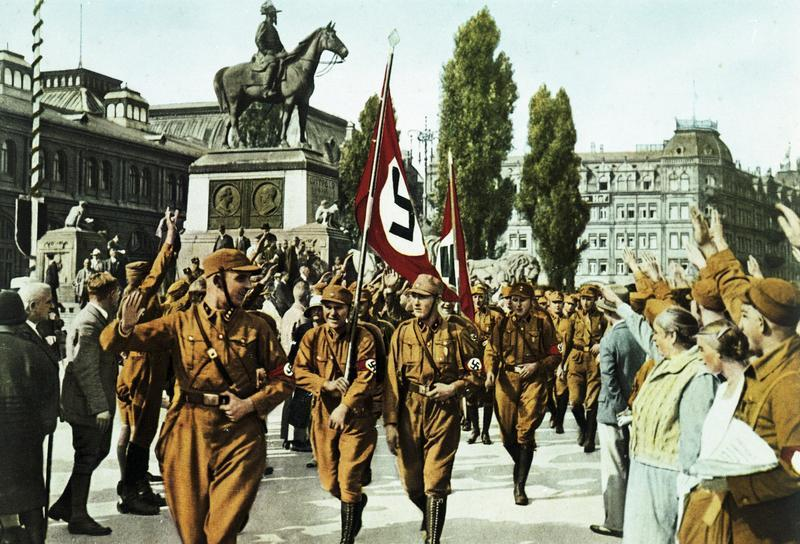
Jednotky SA v Norimberku, 1929

Název Sturmabteilung pochází původně od speciálních útočných jednotek Německa za první světové války, které používaly strategii generála Oskara von Hutiera. Tato strategie spočívala ve vytvoření malých jednotek, kterým byly přiděleny samostatně útočné úkoly a mohly rozvíjet úspěch do značné hloubky; jednalo se o novátorský přístup, neboť v té době převládala metoda hromadných útoků, usilující o početní a technické přečíslení protivníka. Von Hutierova taktika slavila úspěch už při prvním použití v bitvě u Caporetta, později byla šířeji použita na západní frontě (v březnu 1918) a Němcům se podařilo zatlačit spojenecké vojáky o desítky kilometrů nazpět.
Na podzim roku 1920 Adolf Hitler založil Ordnertruppen (pořádkové oddíly). Začal do nich nabírat hospodské rváče, zápasníky a bývalé vojáky, kteří měli za úkol ochraňovat jej při jeho vystoupeních proti sociálním demokratům a komunistům, kteří se snažili jeho výstupy narušovat. Původně tedy tyto jednotky sloužily k Hitlerově osobní ochraně a k ochraně nacistických shromáždění. Dne 4. listopadu 1921 pořádala NSDAP velké veřejné shromáždění v mnichovské pivnici Hofbräuhaus. Po několika přerušeních Hitlerova projevu se členové, znechuceni neustálým pokřikováním na Hitlera, pustili do bitky s „narušiteli“ shromáždění. Po této události Hitler přejmenoval tuto jednotku na Sturmabteilung, zkráceně SA.
Pod vedením oblíbeného Ernsta Röhma se tyto jednotky reorganizovaly do vojenské podoby. Stejně jako NSDAP začal Hitler organizovat budoucí převzetí moci ve státě, tak i SA bylo organizováno tak, aby jeho struktura mohla pojmout tisíce členů. V roce 1922 vytvořila NSDAP oddělení pro mládež od 14 do 18 let pod názvem Jugendbund. Nástupnická organizace mládeže Hitlerjugend zůstala pod velením SA do roku 1932. Od dubna 1924 do března 1925, kdy byla NSDAP dočasně zakázána, se SA přejmenovaly na Frontban. SA měly na svědomí mnoho násilností a vražd proti socialistům během 20. let. Většinou šlo o menší pouliční boje nazývané Zusammenstöße.

## Konflikty s ostatními organizacemi

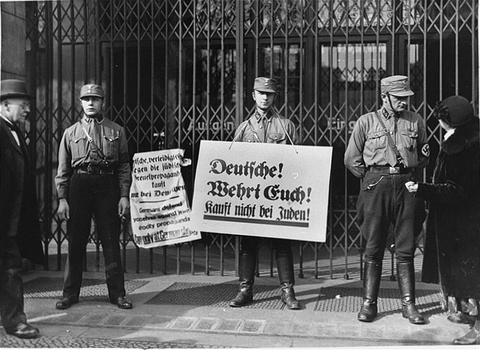
Příslušníci SA provádí bojkot židovského obchodu v Berlíně

Poté, co se Hitler v roce 1933 dostal k moci, začaly SA v čele s Röhmem usilovat o získání co nejvíce moci pro sebe. Röhm viděl v SA nástupce pravidelné armády (reichswehru), která pohrdala SA a nazývala je „hnědou spodinou“.
SA se také stávaly velmi nebezpečnými a nekontrolovatelnými, protože mnoho jednotek bylo loajálních více svému místnímu veliteli než Hitlerovi nebo NSDAP jako celku. Proto bylo původní myšlenkou založení Schutzstaffel (SS) zamezit růstu moci SA a jejích velitelů.[zdroj?] Heinrich Himmler, který toužil také po moci a po založení „řádu SS“, padělal dokumenty dokazující, že Röhm obdržel z Francie peníze na vzpouru proti Hitlerovi. Hitler tomu odmítl uvěřit, ale uvědomil si, že kdyby se SA kdykoliv rozhodly se ho zbavit, nic jim v tom nemůže zabránit. Röhm byl mimo SA neoblíbený. Jednak jiní toužili po jeho místě a jednak bylo veřejným tajemstvím, že Röhm je homosexuál.
Většina konfliktů byla sice zapříčiněna osobní rivalitou uvnitř strany, ale rozrůstající se konflikty s gestapem měly také své socioekonomické pozadí. Gestapo se rekrutovalo především z řad střední třídy (včetně samotného Himmlera), zatímco SA se skládaly z nezaměstnaných a dělníků. Výsledkem bylo, že SA byly daleko více radikální než SS. SA chtěly provést skutečnou sociální revoluci, o kterou už však Hitler po uchopení moci neměl zájem, protože to ohrožovalo finanční příjmy od bohatých podnikatelských kruhů, na kterých strana závisela. Navíc to byla pravicová, konzervativní armáda, kdo skutečně umožnil Hitlerovi dostat se k moci. SA se zúčastnily několika stávek a dokonce občas spolupracovaly s komunisty, ale mnohem častěji spolu bojovaly na ulicích.

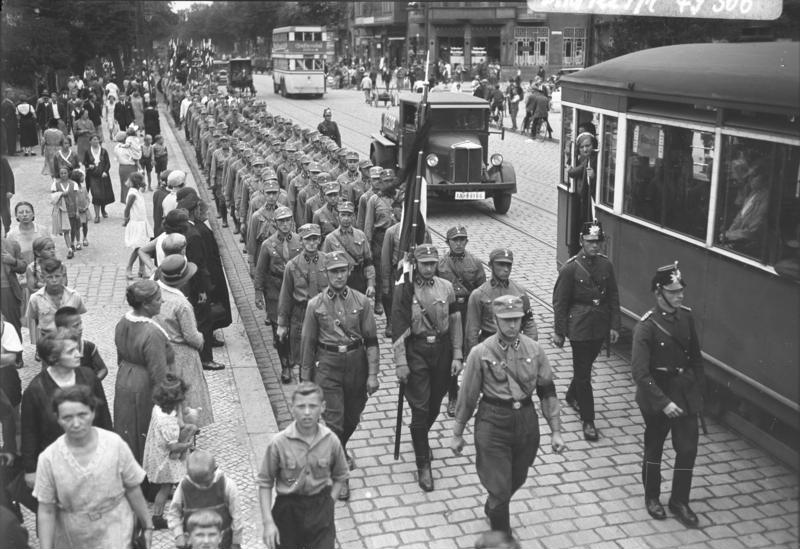
Jednotka SA v Berlíně roku 1932

Hitler se mohl o nezvladatelnosti SA přesvědčit hned dvakrát během revolt organizovaných Walterem Stennesem. Tento velitel berlínských a později slezských SA se v letech 1930 a 1931 otevřeně postavil za „druhou revoluci“. Poprvé se terčem nevole stal Joseph Goebbels, berlínský gauleiter, kterému Stennes vytýkal přílišný luxus. Hnědé košile obsadily berlínskou centrálu NSDAP a střetly se s oddílem SS, který ji střežil. Hitler tehdy revoltu urovnal svou autoritou, sesadil von Salomona z jeho postu a sám se jmenoval nejvyšším velitelem SA a Röhma jmenoval náčelníkem štábu. Stennes byl přeložen do Vratislavi a jakmile se dozvěděl, že má být přeložen do Mnichova na bezvýznamné administrativní místo, rozhodl se povstat tentokráte proti samotnému Hitlerovi. SA opětovně zaútočily na sídlo gauleitera a stranickou centrálu NSDAP v Berlíně a revoltu musely narychlo potlačit opět oddíly SS. Během těchto bojů dal Hitler esesmanům jejich bojové motto „Mou ctí je věrnost“. Stennes a přes pět set největších radikálů muselo SA opustit.
Na konci června 1934 se Hitler pod tlakem okolností rozhodl proti vůdcům SA radikálně zakročit. Série těchto vražd a poprav je v historii známa pod názvem Noc dlouhých nožů. Z této rány se SA již nikdy nevzpamatovaly. Novým velitelem se stal Viktor Lutze, ale SA se brzy dostaly na okraj nacistické mocenské struktury a jejich úlohu převzaly fanatické jednotky SS.
SA zůstaly aktivní až do konce války, ale v povědomí utkvěly hlavně za tzv. Křišťálovou noc v listopadu 1938, kdy společně s SS ničily židovské obchody, synagogy a pronásledovaly židovské obyvatelstvo. Pod novým šéfem štábu SA Wilhelmem Schepmannem se SA od září 1944 podílely na formování nových oddílů Volkssturm. V této organizaci měl Schepmann funkci generálního inspektora, ve které dohlížel na výcvik.
Během Pražského povstání proti německé okupaci v květnu 1945 se příslušníci SA dopouštěli masakrů civilního obyvatelstva a zajatých povstalců, například vražd na Pražačce.
SA zanikla v květnu 1945, když padlo nacistické Německo. Formálně byly oddíly rozpuštěny a zakázány Spojeneckou kontrolní radou přijetím zákona kontrolní rady č. 2 ze dne 10. října 1945. V roce 1946 formálně rozhodl Mezinárodní vojenský tribunál v Norimberku, že SA nebyla zločineckou organizací.

## Struktura SA

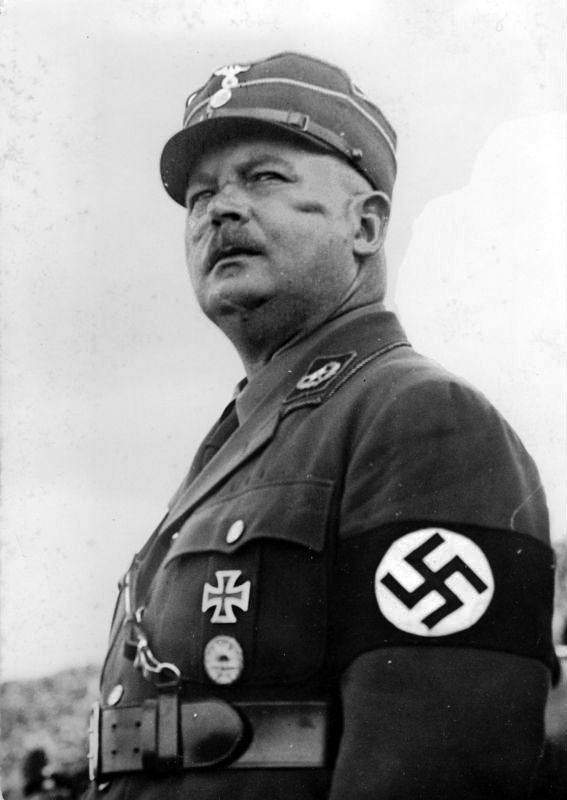
Ernst Röhm, Náčelník štábu SA, 1931–1934

SA byly zakládány po celém Německu a skládaly se z několika Gruppen (skupin), ty se skládaly z Brigaden (brigád) a ty tvořily Standarten (standarty). Standarten SA působily v každém větším městě v Německu a dále se mohly dělit na Sturmbanne a Stürme. Nejvyšší velení SA mělo mnoho pododdělení, které zajišťovaly dodávky materiálu, peníze a nábor vojáků. Na rozdíl od SS nikdy nevytvořily žádnou lékařskou jednotku, ani žádné zahraniční jednotky.
SA měly také několik výcvikových jednotek. Jednou z nich byla Marine-SA, která sloužila jako pomocná jednotka Kriegsmarine (německého válečného námořnictva), která se starala o vyhledávací a záchranné akce a o ochranu přístavu. Další členové SA působili od roku 1936 v řadách 7. letecké divize Luftwaffe.
Podobně jako SS měla své ozbrojené jednotky Waffen-SS, tak i SA měla ozbrojené jednotky známé jako Feldherrnhalle, které se později staly jednotkami Panzerkorps Feldherrnhalle. Od ledna 1944 existovala dokonce i v řadách Waffen-SS divize složená ze záložníků SA – 18. dobrovolnická divize tankových granátníků SS „Horst Wessel“. Jméno Horsta Wessela, člena SA, který byl zabit komunisty a který se tím stal mučedníkem hnutí, nesla i stíhací peruť Jagdgeschwader 6 (JG 6), složená také povětšinou z příslušníků SA.

## Vedení organizace
Ve vedení organizace Sturmabteilung (SA) v letech 1920–1945 stáli velitelé, kteří byli členy strany NSDAP. Pro nejvyššího velitele SA byla používána hodnost Oberste SA-Führer (někdy zkracovaná na Oberste), což byla titulární funkce, zatímco faktické vedení jednotek měl na starosti Stabschef (velitel štábu).

### Nejvyšší velitelé SA v letech 1920–1945
- Emil Maurice (1920–1921)
- Hans Ulrich Klintzsche (1921–1923)
- Hermann Göring (1923)
- bez velitele (1923–1925), SA byly zakázány
- Franz Pfeffer von Salomon (1926–1930)
- Adolf Hitler (1930–1945)

### Velitelé štábu SA
- Ernst Röhm (1931–1934)
- Viktor Lutze (1934–1943)
- Wilhelm Scheppmann (1943–1945)

## Hesla SA
- „Teror musí být zlomen zase jen terorem.“
- „Veškerá opozice musí být zadupána do země.“
- „Alles für Deutschland“ (Vše pro Německo)

Do konce Třetí říše se užívala jako de facto druhá státní hymna pochodová píseň SA Horst-Wessel-Lied: „Die Fahne hoch, die Reihen dicht geschlossen, SA marschiert mit ruhig festem Schritt.“ (Vlajky vzhůru, řady pevně sevřené, SA pochoduje klidným, pevným krokem.)